# سيونى مستدقة الطرف
سيونى مستدقة الطرف (الاسم العلمي:Cyanophora cuspidata) هي نوع من الطحالب الزرقاء يتبع جنس السيونى من فصيلة السيونات.